# Sieben mächtige Fürstentümer der Zeit der Streitenden Reiche

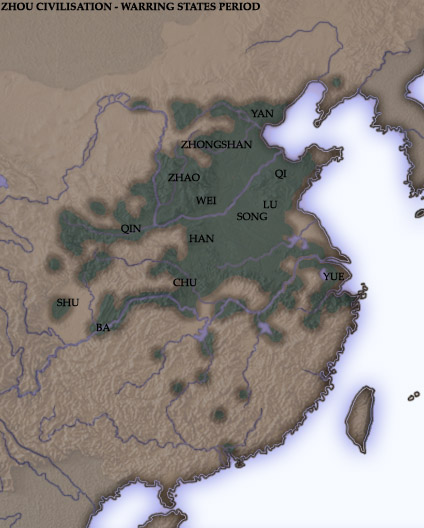
Karte mit den Sieben Mächten (Qīxióng); es gab zu dieser Zeit auch andere Staaten in China, doch die Sieben Großmächte waren die mächtigsten und bedeutendsten.

Die Sieben mächtigen Fürstentümer der Zeit der Streitenden Reiche oder Sieben Großmächte (chinesisch 戰國七雄 / 战国七雄, Pinyin Zhànguó qīxióng; auch kurz 七雄,  Qīxióng genannt) waren mächtige Staaten im antiken China während der  Zeit der Streitenden Reiche. Sie hießen:
- Chu (楚)
- Han (韓)
- Qi (齊)
- Qin (秦)
- Wei (魏)
- Yan (燕)
- Zhao (趙)

Der schließliche Gewinner aller Kriege unter ihnen war der Staat Qin, dessen Herrscher Qin Shi Huang die erste Kaiserdynastie der chinesischen Geschichte begründete.